# Arbourse
Arbourse est une commune française, située dans le département de la Nièvre en région Bourgogne-Franche-Comté.

## Géographie
Arbourse est situé à 35 km au sud-est de Cosne-Cours-sur-Loire, son chef-lieu d’arrondissement. Le point le plus haut de la commune culmine à 367 mètres d'altitude. Le point le plus bas est à 239 mètres.
Le sous-sol est essentiellement composé de roches calcaires, marnes et gypses.
Les communes limitrophes sont : Chasnay, Nannay, Châteauneuf-Val-de-Bargis, Dompierre-sur-Nièvre et La Celle-sur-Nièvre.
Les agglomérations les plus proches sont Nannay, (4 km) et Châteauneuf-Val-de-Bargis (4 km). La Charité-sur-Loire se trouve à 20 km. La route départementale D 246 traverse le village.

### Villages, hameaux, lieux-dits, écarts
- Camins (les), Camus (le), Hôpitot (l’), Murailles (les), Trembles (les), Vallées (les), Vendôme (la) et Arbourse même[1].

### Climat
Pour des articles plus généraux, voir Climat de la Bourgogne-Franche-Comté et Climat de la Nièvre.
En 2010, le climat de la commune est de type climat océanique dégradé des plaines du Centre et du Nord, selon une étude du Centre national de la recherche scientifique s'appuyant sur une série de données couvrant la période 1971-2000. En 2020, Météo-France publie une typologie des climats de la France métropolitaine dans laquelle la commune est exposée à un climat océanique altéré et est dans la région climatique Centre et contreforts nord du Massif Central, caractérisée par un air sec en été et un bon ensoleillement.
Pour la période 1971-2000, la température annuelle moyenne est de 10,9 °C, avec une amplitude thermique annuelle de 16 °C. Le cumul annuel moyen de précipitations est de 891 mm, avec 12,2 jours de précipitations en janvier et 8,1 jours en juillet. Pour la période 1991-2020, la température moyenne annuelle observée sur la station météorologique de Météo-France la plus proche, « Premery », sur la commune de Prémery à 11 km à vol d'oiseau, est de 11,1 °C et le cumul annuel moyen de précipitations est de 911,1 mm. 
La température maximale relevée sur cette station est de 40,5 °C, atteinte le 11 août 2003 ; la température minimale est de −15,1 °C, atteinte le 26 janvier 2007,,.
Les paramètres climatiques de la commune ont été estimés pour le milieu du siècle (2041-2070) selon différents scénarios d'émission de gaz à effet de serre à partir des nouvelles projections climatiques de référence DRIAS-2020. Ils sont consultables sur un site dédié publié par Météo-France en novembre 2022.

## Urbanisme

### Typologie
Au 1er janvier 2024, Arbourse est catégorisée commune rurale à habitat dispersé, selon la nouvelle grille communale de densité à sept niveaux définie par l'Insee en 2022.
Elle est située hors unité urbaine et hors attraction des villes,.

### Occupation des sols
L'occupation des sols de la commune, telle qu'elle ressort de la base de données européenne d’occupation biophysique des sols Corine Land Cover (CLC), est marquée par l'importance des territoires agricoles (58,5 % en 2018), une proportion identique à celle de 1990 (58,5 %). La répartition détaillée en 2018 est la suivante : forêts (41,5 %), prairies (31,8 %), terres arables (26,8 %). L'évolution de l’occupation des sols de la commune et de ses infrastructures peut être observée sur les différentes représentations cartographiques du territoire : la carte de Cassini (XVIIIe siècle), la carte d'état-major (1820-1866) et les cartes ou photos aériennes de l'IGN pour la période actuelle (1950 à aujourd'hui).

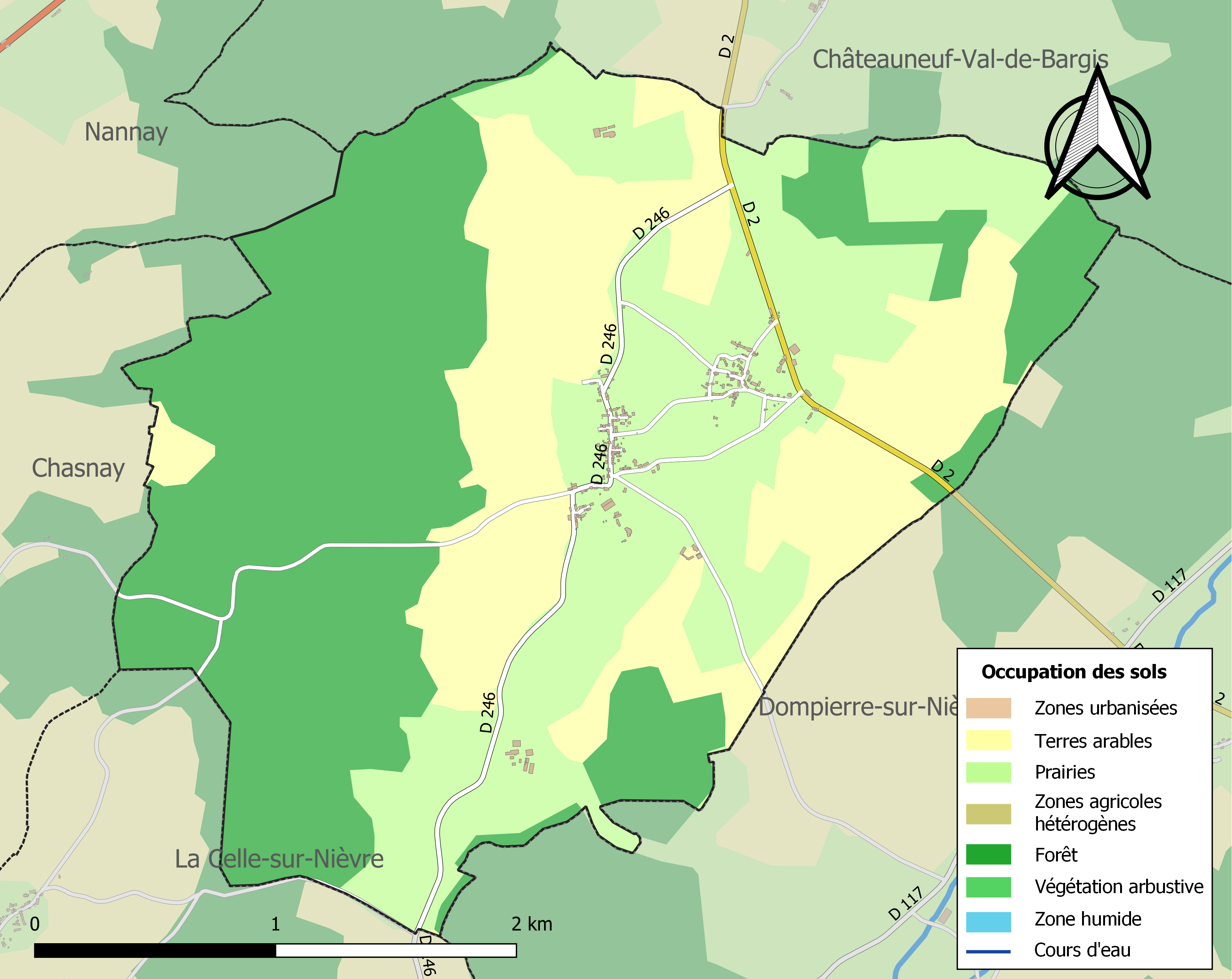
Carte des infrastructures et de l'occupation des sols de la commune en 2018 (CLC).

## Toponymie
Selon le Dictionnaire étymologique des noms de lieux, le nom de la commune pourrait venir du latin arbutea, arbouse (fruit de l'arbousier) mais les historiens locaux font remarquer que le château du village a été construit sur l'emplacement d'une tour dite de Rebourse, laquelle aurait donné son nom à la commune. Le toponyme Rebourse ou Rebource, pour désigner le village, apparaît d'ailleurs assez fréquemment dans les documents anciens.
La première mention connue du village remonte à 1132 : Arbussa (cartulaire de l’abbaye de Bourras). On relève la forme Arbouse en 1290.

## Histoire

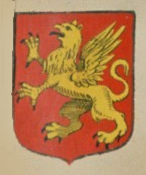
Blason de Paul de Rolland, seigneur d’Arbourse.

- 1132 est la date de la première mention connue du nom de la commune.
- En 1597 est confectionnée une cuve baptismale pour l’église du village[18].
- En 1713, le seigneur d'Arbourse est Paul Balthazar de Rolland. Quarante ans plus tard, lors du décès de l'un de ses fils, il est qualifié par le curé du village de très haut et très puissant seigneur[19].
- Le 28 avril 1850 a lieu la consécration solennelle de l’actuelle église d’Arbourse[20].
- 1861 : épidémie de fièvre typhoïde[21].
- En 1906[22], le nombre d'habitants d’Arbourse, qui compte 118 maisons, s'élève à 383 individus. La commune compte un curé, un instituteur et une institutrice publics (ainsi qu’un instituteur retraité), deux cantonniers, un garde champêtre, un garde forestier et un garde particulier. Il y a peu de commerçants : 3 épiciers ou épicières, 2 boulangers et 1 boucher. Les artisans sont beaucoup plus nombreux : 5 couvreurs, 5 maçons, 4 charpentiers, 2 maréchaux-ferrants, 2 charrons, 2 sabotiers, 2 scieurs de long, 2 tailleurs de pierre, 2 couturières et 1 tuilier. La catégorie socioprofessionnelle la plus représentée est celle de propriétaire-exploitant (48), suivie par les domestiques (18), les journaliers agricoles (14), les vignerons (10), les cultivateurs (7), les bûcherons (3) et les fermiers (3). On recense également dans la commune 1 viticulteur et 1 huilier. Au total, on relève à Arbourse 27 professions différentes. On n’y trouve, selon le recensement de 1906, ni médecin ni notaire ni cabaretier ni sage-femme. On n’y trouve également aucun étranger. Comme dans bon nombre de communes nivernaises, plusieurs familles du village accueillent un « petit Paris », c’est-à-dire un enfant de l’Assistance publique : il y a 33 « enfants assistés » à Arbourse.
- Le 9 mars 1943, l’homme politique Marcel Déat (1894-1955) échappe à un attentat dans la commune. Plusieurs individus, après avoir cerné la maison de campagne qu’il y possède, tirent dans sa direction des rafales de fusils-mitrailleurs mais sans l’atteindre. Seul le policier chargé de sa sécurité est légèrement blessé[23]. Sa maison fut détruite en 1944 par la Résistance[24].

### Curés
- Guillaume Chardon (1668), Joseph Delafosse (1719), Perdriat (1898)...

### Seigneurs
- François de la Ferté-Meung (1551), Michel de Veyny[25] (1553), Louis de Rolland, écuyer (1668), Paul de Rolland, écuyer, fils du précédent (1681), Paul-Balthazar de Rolland (1713), Louis-Jean Bertier, seigneur en partie (1770)[26]...

## Politique et administration
| Période                                  | Période  | Identité       | Étiquette | Qualité          |
| ---------------------------------------- | -------- | -------------- | --------- | ---------------- |
| avant 1981                               | ?        | Henri Gateau   | DVG       |                  |
| mars 2001                                | en cours | Patrick Pruvot | DVG       | Kinésithérapeute |
| Les données manquantes sont à compléter. |          |                |           |                  |

## Démographie
L'évolution du nombre d'habitants est connue à travers les recensements de la population effectués dans la commune depuis 1793. Pour les communes de moins de 10 000 habitants, une enquête de recensement portant sur toute la population est réalisée tous les cinq ans, les populations de référence des années intermédiaires étant quant à elles estimées par interpolation ou extrapolation. Pour la commune, le premier recensement exhaustif entrant dans le cadre du nouveau dispositif a été réalisé en 2006.

En 2022, la commune comptait 123 habitants, en évolution de −1,6 % par rapport à 2016 (Nièvre : −3,28 %, France hors Mayotte : +2,11 %).
| 1793 | 1800 | 1806 | 1821 | 1831 | 1836 | 1841 | 1846 | 1851 |
| ---- | ---- | ---- | ---- | ---- | ---- | ---- | ---- | ---- |
| 592  | 616  | 590  | 551  | 564  | 613  | 609  | 605  | 615  |

| 1856 | 1861 | 1866 | 1872 | 1876 | 1881 | 1886 | 1891 | 1896 |
| ---- | ---- | ---- | ---- | ---- | ---- | ---- | ---- | ---- |
| 595  | 588  | 595  | 533  | 523  | 526  | 505  | 522  | 472  |

| 1901 | 1906 | 1911 | 1921 | 1926 | 1931 | 1936 | 1946 | 1954 |
| ---- | ---- | ---- | ---- | ---- | ---- | ---- | ---- | ---- |
| 427  | 378  | 376  | 303  | 309  | 293  | 258  | 207  | 200  |

| 1962 | 1968 | 1975 | 1982 | 1990 | 1999 | 2006 | 2011 | 2016 |
| ---- | ---- | ---- | ---- | ---- | ---- | ---- | ---- | ---- |
| 209  | 209  | 210  | 164  | 129  | 122  | 108  | 122  | 125  |

| 2021 | 2022 | - | - | - | - | - | - | - |
| ---- | ---- | - | - | - | - | - | - | - |
| 125  | 123  | - | - | - | - | - | - | - |

## Culture locale et patrimoine

### Lieux et monuments
- Château de Vendôme (XVIe siècle, pour les parties les plus anciennes), construit à l’emplacement de l’ancienne tour de Rebourse.
- Église Saint-Germain (1850).

### Personnalités liées à la commune
- L'homme politique Marcel Déat (1894-1955) y possédait une maison de campagne.